# Paradoris leuca
Paradoris leuca är en snäckart som beskrevs av Miller 1995. Paradoris leuca ingår i släktet Paradoris och familjen Discodorididae. Inga underarter finns listade i Catalogue of Life.